# Gavriel Kanichowsky
Gavriel Gilad Kanichowsky (in ebraico גבריאל גלעד קניקובסקי‎?; Ra'anana, 24 agosto 1997) è un calciatore israeliano, centrocampista del Maccabi Tel Aviv.

## Carriera

### Club
Ha giocato nella prima divisione israeliana.

### Nazionale
Ha giocato nelle nazionali giovanili israeliane Under-19 ed Under-21.
Nel 2022 ha esordito nella nazionale maggiore israeliana.

## Palmarès

### Club

#### Competizioni nazionali
- Campionato israeliano: 1

Maccabi Tel Aviv: 2023-2024
- Supercoppa d'Israele: 1

Maccabi Tel Aviv: 2024
- Coppa Toto: 1

Maccabi Tel Aviv: 2024-2025